# Rhodococcus fascians
Rhodococcus fascians (conosciuto come Corynebacterium fascians fino al 1984) è un batterio gram positivo, aerobico, pleiomorfico, non mobile e che non crea spore. Le sue colonie sono arancioni, lisce o non. R. fascians è l'unico fitopatogeno nel genere Rhodococcus, infatti può essere un patogeno sia di angiosperme che di gimnosperme.

## Virulenza
R. fascians può essere patogeno sia di angiosperme che di gimnosperme. L'infezione di una pianta da parte di R. fascians porta allo sviluppo di alcuni sintomi tipici, tra cui deformazione delle foglie, scopazzo della strega e galla fogliare, il cui sviluppo dipende dalla cultivar della pianta, l'età della pianta, il ceppo batterico e le condizioni di crescita del batterio stesso. 
La deformazione delle foglie è data da un allargamento del parenchima e dalla crescita del sistema vascolare, che sono alla base del corrugamento della lamina e dell'allargamento delle venature.
Lo "scopazzo della strega" è un'alterazione della crescita con formazione di foglie deformate o abbozzate, parti di tessuto vascolare, parenchima e cellule meristematiche in attiva divisione, posta sulla parte aerea della pianta ospite. La presenza di questa formazione sulla pianta ospite porta al blocco dello sviluppo della gemma apicale e a nanismo della pianta.
La galla con foglie si origina a partire dalla amplificazione di gemme la cui crescita sarebbe di solito inibita. La galla si origina solo nel punto di infezione e necessita della presenza del batterio per sopravvivere e per proliferare, inoltre ha una senescenza ritardata rispetto al tessuto da cui si origina
Tutti gli effetti dell'infezione di R. fascians non derivano da una trasformazione delle cellule vegetali da parte del batterio (come nel caso di Agrobacterium tumefaciens o Agrobacterium rhizogenes), ma dagli effetti dell'espressione di geni per la virulenza del batterio e dalla produzione, da parte del batterio stesso, di composti in grado d'interferire con la crescita e lo sviluppo della pianta. 
Il batterio durante l'infezione tende a restare all'esterno dei tessuti vegetali, solitamente in prossimità di cavità o giunture della parete cellulare delle cellule vegetali, probabilmente per evitare stress ambientali. In alcuni casi si è osservata la presenza di batteri negli spazi intercellulari all'interno di tessuti (all'interno di foglie o galle) e, più raramente, all'interno della parete cellulare. La presenza del batterio sulla pianta infettata è necessaria non solo per l'inizio dell'infezione ma anche per il mantenimento della stessa 

### Geni che regolano la virulenza in Rhodococcus fascians
La virulenza di R. fascians è controllata da una serie di geni presenti su un plasmide; ceppi mancanti di plasmide non sono virulenti. Sono inoltre stati identificati geni sul cromosoma batterico che controllano la virulenza del batterio, anche se non sono strettamente necessari per l'infezione stessa (mutazioni con perdita di funzione per questi geni portano a un'attenuazione della virulenza).
Mutazioni sul plasmide hanno permesso di localizzare dei loci che regolano la virulenza di R. fascians. I loci individuati sono fas, att e hyp (i primi tre sono operoni, l'ultimo un singolo gene). Mutazioni sul cromosoma batterico hanno individuato vic, un operone con 5 ORF[.
fas è un operone composto da sei geni (Orf 1-6) e un gene regolatore, fasR. Delezioni di alcuni dei geni dell'operone portano a perdita di virulenza, lasciando pensare che fas abbia un ruolo centrale per l'infezione. La trascrizione dell'operone è regolata da fasR, un regolatore simile ad araC di E. coli. Mutanti mancanti di fasR non sono virulenti. La trascrizione di fasR può essere indotta in colture contenenti diverse fonti di carbonio (glucosio, saccarosio, arabinosio, glicerolo, succinato, piruvato, citrato, mannitolo, mannosio) o di azoto (istidina, in presenza anche di succinato) ed è influenzata dal pH della coltura e dalla densità ottica della coltura. Inoltre la trascrizione di fasR può essere indotta da estratti della galla generata da ceppi virulenti. L'operone trascrive per enzimi coinvolti nella sintesi e degradazione di citochinine (orf4,5,6), in particolare per un'isopenteniltransferasi, una citochinina ossidasi e per una glutatione-S transferasi. Orf1,2,3 trascrivono rispettivamente per un citocromo P450, una ferridossina contenente anche un dominio simile alla subunità alfa della piruvato deidrogenasi, e per la subunità beta della piruvato deidrogenasi. È stato proposto che i prodotti dei primi tre geni forniscano energia per la sintesi e degradazione di citochinine eseguita dai prodotti degli ultimi tre geni dell'operone. La citochinina ossidasi può inoltre fornire, come risultato della reazione di idrolizzazione, adenine con azoto in posizione 6 reattivo. Queste molecole possono legarsi con catene laterali alternative all'isopentenile, dando vita a composti più attivi nell'indurre la crescita dei tessuti della pianta infettata.
att è un operone che trascrive per nove geni: attR, un regolatore della trascrizione, attX, con domini per la localizzazione transmembrana, coinvolto probabilmente nel trasferimento dei prodotti dell'operone all'esterno della cellula, e attA,B,C,D,F,G,H. Molti mutanti in att presentano una virulenza attenuata. attR, che presenta un motivo elica-giro-elica, è il regolatore di trascrizione per l'operone att. La trascrizione è indotta dagli stessi fattori che inducono la trascrizione di fasR, ma con un'intensità di circa 100 volte maggiore, suggerendo, assieme all'effetto dei mutanti att sulla virulenza, che att regoli la trascrizione di fas. La trascrizione di att è regolata con un meccanismo di quorum sensing: infatti, la densità ottica della coltura influisce positivamente sulla trascrizione del regolatore ed estratti di galla formata da ceppi mutanti in att hanno una trascrizione di attR inferiore rispetto a ceppi di tipo selvatico.
I geni attA-H sono probabilmente coinvolti nella sintesi di composti necessari per l'induzione della trascrizione di attR e i fasR.; attA,D,F,H codificano effettivamente per enzimi coinvolti nella sintesi di betalactamasi, anche se non sono state trovate tracce di queste sostanze nelle colture o nel sovranatante delle colture.
hyp codifica per una RNA-elicasi, i mutanti in questo locus sono ipervirulenti. È coinvolto quindi nel controllo postrascrizionale, probabilmente agisce sui prodotti di fas. 
Il locus vic è stato identificato grazie a una mutazione sul cromosoma batterico che attenua la virulenza. Il gene individuato è vicA, il quarto ORF di un operone contenente cinque geni. La trascrizione di questo gene è indotta da piruvato e gliossilato e repressa da malato. Il gene codifica per una proteina omologa a Mas, presente in altri batteri e necessaria per il passaggio dal ciclo di Krebs al ciclo del gliossilato, probabilmente sia per esigenze metaboliche del batterio che per evitare l'accumulo di gliossilato, altrimenti tossico per il batterio. L'attenuazione della virulenza data da mutazioni in vicA è data proprio dall'incapacità del batterio di resistere all'accumulo di gliossilato.

### Induzione genica nella pianta
L'infezione della pianta da parte di Rhodococcus fascians porta alla sovraespressione di alcuni geni nelle cellule vegetali. In piante di tabacco, confrontando gli mRNA presenti in una pianta non infettata, in una pianta infettata con un batterio virulento e in una infettata con un batterio non virulento, si è visto che ci sono quattro geni sovraespressi: un citocromo P450 monoossigenasi, omologo ad un enzima coinvolto nella inattivazione dell'acido abscissico in Arabidopsis; un'ossidasi dell'acido giberellico, che inattiva l'ormone e i suoi precursori; una deidrogenasi della prolina, che trasforma la prolina in acido glutamico, indotta da citochinine e utilizzata per necessità metaboliche; un fattore coinvolto nella sintesi del cofattore molibdeno, necessario per il controllo del metabolismo di zolfo, carbonio e azoto, ma anche per la sintesi un altro ormone vegetale, l'acido abscissico.

### Ruolo dei fitormoni nell'infezione
I sintomi dell'infezione di R. fascians sono riconducibili a effetti di iperdosaggio di ormoni vegetali. In particolare si notano effetti normalmente dovuti a citochinine, come la formazione di "isole verdi" sulle foglie, il corrugamento delle lamine fogliari, la proliferazione di germogli, il ritardo della senescenza e l'inibizione di radici laterali, ed effetti dovuti ad auxine, come la distensione cellulare, differenziazione di tessuti vascolari e di radici laterali. Come già descritto, R. fascians può effettivamente produrre citochinine o composti citochinine simili utilizzando orf4 e 5 dell'operone fase può stimolarne la produzione da parte della pianta infettata. 
Oltre che con la produzione di citochinine, R. fascians può degradare le auxine per alzare il rapporto citochinine/auxine e può produrre acido indol-3-acetico con una via di sintesi che parte dal triptofano e passa per la produzione di acido 3-indol-piruvico e 3-indol-acetaldeide.
Oltre a queste due sostanze R. fascians agisce sulla sintesi e degradazione di altri ormoni a livello della pianta. Rhodoccusl blocca la sintesi dell'acido abscissico, che è coinvolto nel controllo della crescita, con un'azione negativa. Il blocco della sintesi di questo ormone è quindi necessario per permettere la proliferazione delle cellule all'interno delle galle. Il batterio può bloccare anche la sintesi di acido gibberellico, coinvolto nel differenziamento cellulare. Il blocco dell'acido gibberellico è necessario quindi per il mantenimento dell'identità delle cellule meristematiche e per la loro proliferazione.